# Batalla de Vorónej (1942)
La batalla de Vorónej va ser una batalla del Front Oriental de la Segona Guerra Mundial, que tingué lloc a la ciutat estratègicament de Vorónej, al riu Don, a uns 450 km al sud de Moscou, entre desembre de 1941 al 6 de juliol de 1942.

## Antecedents
Durant l'hivern de 1941-42, els soviètics van poder recuperar una mica de terreny al voltant de Moscou, però no es va aconseguir forçar una retirada general tal com hauria volgut Stalin. A la primavera, el front va quedar més o menys estable mentre ambdós bàndols es dedicaven a fer plans per a l'ofensiva de l'estiu. Hitler va canviar d'objectiu respecte l'any anterior i va concentrar els seus esforços en capturar els pous petrolífers del Caucas. Això deixaria els soviètics sense una part important del seu subministrament de combustible alhora que solucionaria els problemes alemanys per a la seva obtenció. El pla consistia a capturar tota la regió entre els mars Negre i Caspi i els monts Caucas al sud. Mentestant, un altre grup d'exèrcits tallaria el riu Volga més amunt de Stalingrad per a protegir el flanc de l'avanç alemany.
L'atac va començar al darreres dies de juny de 1942 i va acabar a principis de novembre, irònicament, perquè en arribar a prop de Grozni, a pocs quilòmetres dels pous de petroli, els tancs alemanys es van quedar sense combustible. A més, en aquell moment les línies alemanyes estaven sobreexteses i els contraatacs soviètics els van obligar a una lenta però inexorable retirada.

## La batalla
La ciutat de Vorónej estava defensada per tropes del 40è Exèrcit, com a part de l'Operació Defensiva Valuiki-Rossoix del General d'Exèrcit Nikolai Vatutin, i l'assalt alemany va ser conduït per elements del 4t Exèrcit Panzer, pertanyents al Grup d'Exèrcits Sud, comandants del General Hermann Hoth. Hoth, seguint unes instruccions estrictes que no li permetien entrar en una lluita carrer per carrer, va fer que les unitats blindades del 4t Exèrcit Panzer capturessin parcialment Vorónej el 6 de juliol, ocupant els suburbis de la riba occidental, tot i que les seves tropes quedaven exposades a un contraatac de l'Exèrcit Roig. Va costar dos dies a les divisions d'infanteria del Grup d'Exèrcits Sud arribar a Vorónej per mantenir la línia i rellevar a les unitats Panzer, perquè aquestes es poguessin dirigir cap al Caucas per participar en l'Operació Cas Blau.

## Conseqüències
Més al nord, els alemanys van arribar al riu Volga el 20 d'agost i, tot seguit, van començar l'atac contra Stalingrad. Stalin va ordenar que la ciutat fos defensada a qualsevol preu i així va començar un setge que tindria importants conseqüències per al desenvolupament de la guerra. De carrer en carrer, durant 3 mesos, els alemanys van anar reduint el perímetre defensiu soviètic. Però el 19 de novembre, en el moment en què la batalla estava en el seu punt àlgid, els soviètics van llançar un contraatac en forma de pinça (Operació Urà) que va deixar el Sisè Exèrcit Alemany encerclat dins la ciutat. Hitler no va permetre que les seves tropes intentessin escapar del cercle, ja que això implicava abandonar la ciutat ja ocupada, i els soviètics van resistir tots els intents de trencar el setge des de fora. Durant mesos, els alemanys van enviar subministraments al 6è Exèrcit per aire, però només podien proporcionar-los una sisena part de les quantitats d'aliments i municions necessàries, i cap al final de l'any la situació dels assetjats era desesperada.
Les primeres setmanes l'avanç alemany va ser ràpid i efectiu.
Al nord, els estats bàltics van ser ocupats i el 8 de setembre va començar el setge de Leningrad, que duraria fins al gener de 1944. Al centre, l'ofensiva va capturar la totalitat de Belarús i va arribar fins a Smolensk, capturada el 16 de juliol. Al sud, l'avanç a través d'Ucraïna va ser una mica més lent d'allò esperat. Això va fer que Hitler ordenés una parada a l'ofensiva del front central per proporcionar ajuda al del sud. La majoria de generals alemanys no van estar d'acord amb aquesta decisió, ja que consideraven Moscou l'objectiu prioritari.
Finalment, després de la caiguda de Kíev, el 19 de setembre, es va donar l'ordre de continuar cap a Moscou (Operació Tifó). Però llavors, va començar el mal temps al front oriental, les pluges primer i la neu i el fred després van alentir l'avanç alemany, que a més es va trobar una creixent resistència de l'exèrcit soviètic a mesura que s'acostava a la capital. Els alemanys van poder arribar fins a les portes de la ciutat (a només 30 quilòmetres del Kremlin) però no més enllà. El 5 de desembre, Hitler va ordenar una parada general de l'ofensiva, en espera de poder continuar-la a la primavera següent.
Hitler posteriorment arribà al convenciment que aquests dos dies, combinats amb altres retards evitables, van permetre al Mariscal Timoixenko a reforçar les seves tropes a Stalingrad, abans que el 4t Exèrcit Panzer pogués arribar per aconseguir capturar la ciutat.